# Aeropuerto Internacional de Taiz
El Aeropuerto Internacional de Taiz (IATA: TAI, OACI: OYTZ) es un aeropuerto civil ubicado en Taiz, capital de la Gobernación de Taiz, Yemen.

## Aerolíneas y destinos
- Felix Airways (Riyan Mukalla, Saná)
- Yemenia (El Cairo, Jeddah, Saná)